# Byblis gigantea
Byblis gigantea är en tvåhjärtbladig växtart som beskrevs av John Lindley. Byblis gigantea ingår i släktet Byblis och familjen Byblidaceae. Inga underarter finns listade i Catalogue of Life.